# Canelones (Stadt)
Canelones ist eine Stadt und ein Municipio in Uruguay.

## Lage
Die im Süden des Landes 46 km nördlich von Montevideo gelegene Hauptstadt des gleichnamigen Departamento Canelones grenzt an das linke Ufer des Arroyo Canelón Chico und ist umgeben von den kleineren Ortschaften Paso Palomeque und Paso Espinosa. In jeweils wenigen Kilometern Entfernung befinden sich nordwestlich die Nachbarstadt Santa Lucía sowie der nördlich an Canelones vorbeifließende Arroyo Canelón Grande, an dem sich auf halber Strecke zwischen Canelones und Paso de Pache am Staudamm Represa del Canelón Grande ein Stausee erstreckt.

## Einwohner
Bei der Volkszählung 2011 hatte Canelones 19.865 Einwohner, davon waren 9.400 Männer und 10.465 Frauen. Für das Municipio wird 2011 eine Bevölkerungszahl von 27.406 angegeben.
| Jahr | Einwohner |
| ---- | --------- |
| 1963 | 14.185    |
| 1975 | 15.988    |
| 1985 | 17.323    |
| 1996 | 19.388    |
| 2004 | 19.631    |
| 2011 | 19.865    |

Quelle:

## Geschichte
Die Ortschaft entstand, als die ersten galicischen und kanarischen Kolonisten kamen. Die kanarischen Kolonisten waren so wichtig für die Gründung von Canelones, dass sich die Leute bis heute „die Kanarier“ nennen. Im 17. Jahrhundert verschrieben sich die ersten Siedler ganz der Landwirtschaft.
Die Stadt wurde ursprünglich als Villa de Nuestra Señora de Guadalupe gegründet. Als Gründungsvater wird dabei Miguel Laguna, der erste Pfarrer der vor Ort errichteten Pfarrei, angesehen. 1782 erfolgte durch Eusebio Vidal kraft seines Amtes die Umsetzung der Leyes de Indias und somit die offiziell verkündete Gründung der Stadt. Der heutige Name rührt von den in der Umgebung befindlichen Flüssen Arroyo Canelón Chico und Arroyo Canelón Grande her.
Vom 5. Mai 1813 bis zum 8. Dezember desselben Jahres tagte in der Stadt die im „April-Kongress“ (neben Congreso de Abril auch Congreso de Tres Cruces genannt) gebildete erste Regierung Artigas’.
Seit 1961 ist die Stadt Sitz des römisch-katholischen Bistums Canelones, dessen Kathedrale Unserer Lieben Frau von Guadalupe geweiht ist.
2010 wurde das Municipio gebildet. Es umfasst neben der Stadt selbst (81,4 % der Bevölkerung) auch ländliche Regionen.

## Wirtschaft
Canelones hat nach Montevideo die höchste Bevölkerungsdichte in Uruguay. Auch durch seine Nähe zur Hauptstadt befindet sich der Großteil der landwirtschaftlichen Produktion hier und schafft auch die meisten Arbeitsplätze.

## Infrastruktur

### Bildung
Canelones verfügt mit dem am 4. Oktober 1912 gegründeten im Barrio Centro gelegenen Liceo Departamental „Tomás Berreta“ über eine weiterführende Schule (Liceo). Zum Einzugsgebiet der Schule zählen der Stadtbereich und das nahe Umland.

### Verkehr
Durch die Stadt verlaufen die Ruta 5, die Ruta 11 und die Ruta 64. Außerdem durchquert die Bahnstrecke Montevideo–Paso de los Toros die Stadt.

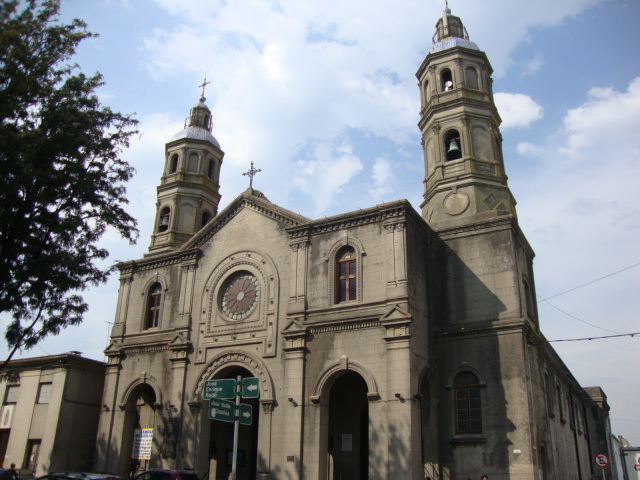
Kathedrale in Canelones

### Kultur
Canelones beherbergt die Kathedrale „Nuestra Señora de Guadalupe“, die seit 1900 über eine zum Monumento Nacional erklärte, im italienischen Savona gefertigte mechanische Orgel verfügt. Die Kathedrale selbst wurde im Jahr 1834 errichtet und gehört neben der Plaza Principal zu den bedeutenden Punkten innerhalb der Stadt.
Zu den kulturellen Einrichtungen der Departamento-Hauptstadt zählen das Museo Histórico Departamental Juan Spikerman und das Museo Arqueológico Prof. Antonio Taddei sowie das Teatro Colón – Conservatorio Municipal und das Teatro Politeama.

## Stadtverwaltung
Bürgermeister (Alcalde) von Canelones ist Darío Pimienta (Frente Amplio).

## Städtepartnerschaft
- Santa Fe, Argentinien[14]

## Söhne und Töchter der Stadt
- Joaquín Suárez (1781–1868), Politiker
- Virgílio Pereyra (* 1928), Radrennfahrer
- Jacinto Callero (* 1945), Fußballspieler
- Miguel Marozzi (* 1947), Komponist, Pianist, Cembalist und Musikpädagoge
- Beto Satragni (1955–2010), Komponist und Bassist
- Rubén Umpiérrez (* 1956), uruguayisch-französischer Fußballspieler und -trainer
- Rubén Plaza (1959–2012), Fußballspieler
- Robert Siboldi (* 1965), Fußballspieler und -trainer
- Hugo Guerra (1966–2018), Fußballspieler
- Sandro Franco (* 1969), Fußballspieler
- Álvaro González (* 1973), Fußballspieler
- Diego Lugano (* 1980), Fußballspieler
- Alejandro Reyes (* 1984), Fußballspieler
- Mario Rizotto (* 1984), Fußballspieler
- Felipe Laurino (* 1989), Fußballspieler
- Matías Zunino (* 1990), Fußballspieler
- Carlos Núñez (* 1992), Fußballspieler
- Facundo Peraza (* 1992), Fußballspieler
- Damián Eroza (* 1993), Fußballspieler
- Agustín Peraza (* 1994), Fußballspieler
- Emiliano Ghan (* 1995), Fußballspieler